# Lisa LoCicero
Lisa LoCicero (Grosse Pointe, 18 april 1970) is een Amerikaanse actrice.

## Biografie
LoCicero is geboren in Grosse Pointe, en in haar tienerjaren verhuisde haar familie naar New York waar zij de high school doorliep.
LoCicero begon in 1994 met acteren in de film Murder Too Sweet. Hierna heeft zij nog meerdere rollen gespeeld in films en televisieseries zoals The City (1995), Loving (1995), Rush Hour 2 (2001), One Life to Live (2004), Reno 911! (2004-2007) en General Hospital (2008-2017). In 2015 werd zij voor haar rol in General Hospital genomineerd voor een Daytime Emmy Award in de categorie Beste Actrice in een Bijrol in een Dramaserie. 
LoCicero is getrouwd en heeft hieruit een zoon, en woont nu met haar gezin in Los Angeles.

## Filmografie

### Films
Uitgezonderd korte films.
- 2013 The Lost Medallion: The Adventures of Billy Stone - als Kale'a Stone
- 2008 Pedro – als Susan
- 2008 InAlienable – als dr. Magee
- 2007 Marlowe – als Stephanie Church
- 2007 American Family – als Mary Foster
- 2006 A.I. Assault – als Susan Foster
- 2005 Gettin' Lucky - als Donna
- 2003 Love and Loathing at the Ass Lamp Lounge – als Jane Hamilton
- 2001 Rush Hour 2 – als receptioniste
- 2000 The Family Man – als lid van directie
- 1999 Foreign Correspondents – als Christina
- 1997 Mr. Vincent – als Lisa
- 1994 Murder Too Sweet – als Dara

### Televisieseries
Uitgezonderd eenmalige gastrollen.
- 2022 - 2023 The New Kendall K. & General Hospital's Brook Lynn Ashton Quartermaine Show - als Olivia Falconeri Quartermaine - 10 afl.
- 2008 - 2023 General Hospital – als Olivia Falconeri – 915 afl.
- 2005 – 2008 It's Always Sunny in Philadelphia – als lid van directie – 2 afl.
- 2004 – 2007 Reno 911! – als Maria Storm – 12 afl.
- 2004 One Life to Live – als Sonia Toledo Santi - 51 afl.
- 2002 Raising Dad – als Nina Shaw – 2 afl.
- 1995 Loving – als Jocelyn Roberts Brown - 2 afl.
- 1995 The City – als Jocelyn Roberts Brown - 9 afl.

### Computerspellen
- 2003 Star Trek: Elite Force II – als diverse stemmen
- 2002 Star Trek: Bridge Commander – als Kiska LoMar
- 2001 Star Trek: Armada II – als diverse stemmen

- International Standard Name Identifier: 0000 0001 1131 4644
- Library of Congress Control Number: no2017032016
- Virtual International Authority File: 161769389
- WorldCat: E39PBJbCTDHwCpcGyYd6DrwDMP